# Zusu-Stainu seravoti
Zusu-Stainu seravoti este o arie protejată (arie specială de conservare — SAC, sit de importanță comunitară — SCI, arie de protecție specială avifaunistică — SPA) din Letonia întinsă pe o suprafață de 52,53 ha, integral pe uscat.

## Localizare
Centrul sitului Zusu-Stainu seravoti este situat la coordonatele 57°05′42″N 24°58′45″E / 57.0951°N 24.9791°E.

## Înființare
Situl Zusu-Stainu seravoti a fost declarat arie de protecție specială avifaunistică în octombrie 2013 pentru a proteja 2 specii de plante. Alte tipuri de protecție:
- sit de importanță comunitară (în octombrie 2013)
- arie specială de conservare (în octombrie 2013)[1][3][4]

## Biodiversitate
Situată în ecoregiunea boreală, aria protejată conține 3 habitate naturale: Cursuri de apă de la nivel de câmpie la nivel montan, cu vegetație Ranunculion fluitantis și Callitricho-Batrachion, Pajiști cu Molinia pe soluri calcaroase, turboase sau argilos-nămoloase (Molinion caeruleae), Izvoare fino-scandinave și mlaștini produse de izvoare bogate în minerale.
La baza desemnării sitului se află mai multe specii protejate de  plante (2): Hamatocaulis vernicosus, curechi de munte (Ligularia sibirica)
Pe lângă speciile protejate, pe teritoriul sitului au mai fost identificate 6 specii de plante, 1 specie de mamifere.